# Prémio João de Almada
O Prémio João de Almada é um prémio bienal de arquitetura, criado em 1988. Trata-se de um dos prémios mais prestigiados na área da reabilitação urbana e da recuperação do património arquitetónico.
Este prémio é atribuído pela Câmara Municipal da cidade do Porto e visa premiar os arquitetos e os proprietários que melhor tenham reabilitado edifícios representativos do património arquitetónico da cidade.
O prémio foi criado em homenagem a João de Almada e Melo que, no século XVIII, teve um papel de destaque no urbanismo da cidade do Porto.
O Prémio João de Almada vai já na 18.ª Edição (2019), visando incentivar e promover a recuperação do património arquitetónico da cidade, a Câmara Municipal do Porto atribui o prémio bienalmente ao melhor exemplo de reabilitação que tenha sido concluído, de acordo com o projeto e regulamentos, durante o período de dois anos a que cada prémio se refere e em cada uma das seguintes categorias:
a) Prémio João de Almada -Edifícios Residenciais;
b) Prémio João de Almada -Edifícios não Residenciais.
O júri do prémio João de Almada é presidido pelo titular do Pelouro da Cultura do município do Porto e por um representante de cada um dos seguintes organismos:
- Departamento Municipal de Gestão Cultural da Câmara Municipal do Porto;
- Direção Municipal de Urbanismo da Câmara Municipal do Porto;
- Faculdade de Arquitetura da Universidade do Porto;
- Ordem dos Arquitetos -Secção Regional Norte;
- Ordem dos Engenheiros -Região Norte;
- O arquiteto vencedor da edição anterior em cada uma das categorias.
Consulte o Regulamento do Prémio através da página da Câmara Municipal do Porto que pode encontrar aqui.
Prémio João de Almada – 1988/2017
[2016-17]
Categoria residencial - Casa da Boavista
Edifício na Rua António José da Costa, 53
Joana Leandro Vasconcelos – Atelier In.Vitro
Categoria não residencial - Ex aequo
- Palácio do Bolhão - Rua Formosa, 342-346
José Gigante; João Gomes; M. Fernando Santos – José Gigante Arquiteto, Lda.
- Projeto de Expansão da Católica Porto Business School, Rua do Paraíso da Foz, 86-100
Álvaro Siza
[2014]
Edifício na Rua de Alexandre Braga, 94
Francisco Barata · Nuno Valentim · José Luís Gomes
[2012]
Escola Secundária Clara de Resende.
Rua de O Primeiro de Janeiro, 273
Carlos Prata · Sara Almeida
[2010]
Palácio das Artes. Largo de S. Domingos, 16-22
Alfredo Ascensão · Paulo Henriques
[2008] não atribuído
[2006]
Palacete Boaventura Rodrigues de Sousa.
Avenida da Boavista, 1354
António Portugal · Manuel Maria Reis
[2004]
Edifício na Rua da Cerca, 5-7
José António Barbosa · Pedro Guimarães
[2002]
Ilha das Aldas. Rua das Aldas, 18
Pedro Mendes
[2000]
Teatro Municipal Rivoli. Praça de D. João I
Pedro Ramalho
[1998]
Teatro Nacional de S. João. Praça da Batalha
João Carreira
[1996] não houve candidatos
[1994]
Ordem dos Arquitetos (SRN). Rua de D. Hugo, 5
M. Helena Rente · José Carlos Portugal · Tiago Falcão
[1992] não atribuído
[1990]
Círculo Universitário do Porto.
Rua do Campo Alegre, 877
Fernando Távora
[1989] não atribuído
[1988] não houve candidatos
Menções Honrosas
[2016-17]
Casa – atelier José Marques da Silva, Praça do Marquês, 44
Sérgio Fernandez e Alexandre Alves Costa – Atelier 15
Igreja e Torre dos Clérigos, Rua dos Clérigos, Rua S. Filipe Nery/ Rua da Assunção
João Carlos Martins Lopes dos Santos
Edifício na Rua de Nossa Senhora de Fátima, 481
João Baptista da Costa e Pedro Guedes de Oliveira
Casa Salabert,  Rua do Campo Alegre, 1191
Nuno Valentim e Margarida Carvalho
Loft Álvares Cabral, Rua de Álvares Cabral, 126
Alexandre Filipe Braga Loureiro
[2014] Edifício na Rua de António Cândido, 167-187
Adriano Pimenta · Octávio Queirós
Edifício na Rua de Fernandes Tomás, 539
Vitório Vasconcelos Leite · Catarina Ribeiro
Edifício na Rua do Almada, 528-530
Cristina Campilho
[2012]
Edifício na Rua do Pinheiro, 71-75
Bernardo Amaral
Casa do Conto. Rua da Boavista, 703
Atelier Pedra Líquida
[2010]
Edifício na Rua de S. Miguel, 41-43
João Moura · Paulo Frutuoso
Escola Secundária Aurélia de Sousa.
Rua de Aurélia de Sousa
Carlos Prata · Nuno Barbosa
[2008]
Casa na Rua de Vasco de Lobeira, 103
Miguel Melo
Edifício na Rua do Ouro, 186
Carlos Prata · Rodrigo Coelho
Edifício na Rua de Vilar, 54
A. da Costa Almeida
[2006]
Edifício na Rua do Outeiro, 10
César Machado Moreira
Casa na Rua da Encarnação, 15
Artur Alves · João Oliveira · Miguel Diogo
[2004]
Edifício na Rua dos Mártires da Liberdade, 114
Paulo Freitas · Francisco Soares Dias
Edifício na Rua da Restauração, 348
Luís Almeida d’Eça Silva · Cristóvão Iken
[2002]
Restaurante na Rua do Senhor da Boa Morte, 55
Luísa Penha
Relojoaria Mendonça. Rua de Sá da Bandeira, 428-424
Joaquim Massena
[2000]
Conjunto da Viela do Anjo
José António Barbosa · Pedro Guimarães
Casas da Rua de Cima do Muro
António Moura
[1998]
Edifícios na Rua dos Mercadores, 2-26
Bernardo José Ferrão
Casa das Glicínias. Rua de Contumil, 107
João Santos de Sousa Campos
Casa na Avenida do Dr. Antunes Guimarães, 1149
Alexandre Guedes de Oliveira · Alexandre Sousa
[1994]
Escola de São Nicolau.
Calçada do Forno Velho, 21
Jorge Teixeira de Sousa
Ordem Terceira de S. Francisco. Rua da Bolsa
António Menéres
[1992]
D. Tonho Restaurante Bar.
Rua de Cima do Muro, 5-9
A.R. Arquitetos Reunidos
Edifício na Rua de João das Regras, 205-223
e Rua de Camões, 353
Graça Nieto Guimarães
[1990]
Casa Manoel de Oliveira. Rua da Vilarinha, 431
Alexandre Burmester · Fátima Burmester
[1989]
Companhia de Seguros. Rua da Conceição, 57
e Rua de José Falcão, 223
Duílio Silveira · Luís Milho
Fonte: DMPC /CMPorto em 17 de julho de 2019